# Julián Azcona
Julián Azcona (Saladas, província de Corrientes, 21 de janeiro de 1813 — , ) foi um militar argentino que lutou nas Guerras Civis Argentinas.

## Biografia
Irmão do coronel Marcos Azcona, de destacada atuação na Guerra do Paraguai e nas Guerras Civis Argentinas.
Assim como seu irmão, Julián Azcona lutou na Batalha de Caaguazú com o grau de segundo tenente, saindo ferido na ação.
Em 1846 interveio sob ordens do general José María Paz na campanha de Corrientes contra Justo José de Urquiza.